# 15 cm sIG 33
Il 15 cm sIG-33, abbreviazione della dicitura completa 15 cm schweres Infanteriegeschütz 1933, è stato un cannone d'accompagnamento per la fanteria, progettato in Germania e adottato dall'esercito tedesco nei primi anni trenta. Distribuito a livello di battaglione dal 1936, conobbe un ampio utilizzo nel corso della seconda guerra mondiale, anche come armamento principale di semoventi e cannoni d'assalto.

## Inizi
Negli anni venti il piccolo stato maggiore dell'esercito tedesco, ridotto a 100.000 uomini in base alle clausole del trattato di Versailles, analizzò i rapporti stilati nella prima guerra mondiale dai comandanti dei reparti: giunse alla conclusione che ogni battaglione di fanteria necessitava di supporto di fuoco proprio per evitare le lente procedure di richiesta di supporto, tipicamente la divisione.
Lo sviluppo di un pezzo d'accompagnamento ebbe inizio nel 1927 da parte della Rheinmetall (il trattato di Versailles proibiva esplicitamente alla Krupp di costruire artiglierie). Dopo collaudi e prove l'obice fu accettato dall'esercito nel 1933.
La produzione fu in un primo tempo portata avanti solo dalla Rheinmetall, cui si unirono in seguito la AEG-Fabrik e la Böhmische Waffenfabrik (quest'ultima in seguito all'occupazione tedesca della Cecoslovacchia). In totale furono prodotti 4.600 esemplari circa.

## Tecnica
Il sIG 33 era un obice servito da una squadra di sei uomini, lungo nel complesso 4,42 metri e capace di un alzo massimo di +73°; quando era in batteria pesava 1.750 chili e poteva brandeggiare sull'affusto di appena 11,5°. In ordine di marcia era spesso trainato da cavalli, meno frequentemente da autocarri, camion e semicingolati. In previsione del traino meccanico le ruote metalliche stampate con battistrada in metalli, tipiche dei primi lotti consegnati, furono sostituite da ruote con penumatici. Esisteva un leggero scudo protettivo e una corta e tozza coda con una leva di movimentazione.
La bocca da fuoco era lunga 11 calibri (L/11 o 1,65 metri) e presentava il congegno di recupero sistemato sotto la canna, su una culla elevabile. L'arma sparava una granata HE (High Explosive) ad alto potenziale da 38 chili, dei quali 8,29 chili erano rappresentati dalla testata di guerra, in TNT o anche amatolo: la velocità iniziale della munizione standard era pari a 240 m/s e la gittata massima era di 4.700 metri circa. Erano disponibili anche una granata nebbiogena e due tipi di granata a carica cava; la prima (Stielgranate 42), con una gittata massima appena superiore a 1.000 metri, era stata pensata per distruggere postazioni fortificate o ripulire un tratto di terreno da mine e filo spinato. La seconda (Granate 39 Holladung1/A) era da utilizzare in funzione controcarro ed era capace di perforare corazzature spesse fino a 160 mm.
Nel prosieguo della produzione l'affusto fu alleggerito, provando anche a sostituire la struttura in acciaio con una in lega leggera (Ausf. B), ma senza successo. Le leghe d'alluminio erano troppo preziose per la Germania e vennero usate prevalentemente per le costruzioni aeronautiche. In compenso, le ruote del sIG 33 vennero spesso dotate di raggiere in legno.

## Servizio
Il sIG 33 cominciò a essere distribuito ai battaglioni di fanteria a partire dal 1936. Arma affidabile, necessitava però di una numerosa squadra di cavalli per essere trainato; inoltre disporlo in ordine di marcia richiedeva un certo periodo di tempo.
Risentiva inoltre della sua scarsa gittata e durante il conflitto venne via via rimpiazzato sul campo dai mortai, come il 12 cm Granatwerfer 42, che offrivano prestazioni similari ad un peso ed un ingombro sensibilmente minori.

### sIG 33 semoventi
La campagna di Polonia del settembre-ottobre 1939 evidenziò chiaramente che i reparti armati di sIG 33 erano spesso stati lasciati indietro dalla fanteria motorizzata e dalle punte corazzate, non riuscendo ad appoggiarne in tempo l'azione: si ritenne perciò necessario rendere più mobili tali armi.
Il primo cannone d'assalto armato con l'obice sIG 33 fu studiato a partire dallo scafo del Panzer I Ausf. B, una quarantina d'esemplari del quale fu convertita frettolosamente tra 1939 e 1940. In seguito, per realizzare un veicolo più mobile, corazzato e migliore di quello che era in sostanza un adattamento assai improvvisato, venne utilizzato lo scafo del Panzer II, ma il risultato lasciò alquanto a desiderare e perciò fu consegnato in appena dodici esemplari. Nel corso del 1942 un semovente armato del sIG 33 fu sviluppato sul telaio del Panzer III Ausf. E: fabbricato in ventiquattro esemplari, era una versione assai meglio corazzata delle due precedenti ma il peso era eccessivo per la meccanica (lasciata invariata) e i cingoli, poco larghi e dunque incapaci di ben distribuire sul terreno la mole del veicolo. Ulteriore evoluzione fu il Grille, ottenuto montando l'obice sIG 33 sullo scafo modificato di un Panzer 38(t); questo cannone d'assalto fu prodotto in circa 370 esemplari, diversificati in due varianti a seconda che il pezzo fosse disposto in una casamatta anteriore o posteriore.
L'esercito tedesco estrapolò un altro semovente armato del sIG 33 sullo scafo delle ultime versioni del carro armato medio Panzer IV, detto Sturmpanzer IV ma noto tra gli Alleati come Brummbär. Esso montava una versione aggiornata del sIG 33 (Sturmhaubitze 43, abbreviata in StuH 43) in una massiccia casamatta. Tale veicolo fu prodotto in circa 400 unità, suddivise in quattro versioni.